# Hélène Perdrière
Hélène Perdrière (Asnières-sur-Seine, 17 april 1912 – 27 augustus 1992) was een film- en theateractrice uit Frankrijk.
In 1928 ontving ze een toneelprijs van het Conservatoire national supérieur d'art dramatique en werd ze lid van de Comédie-Française. Ze speelde in een veertigtal films.

## Filmografie
- Library of Congress Control Number: no2009023976
- Nationale Bibliotheek van Israël: 987007459516505171
- Virtual International Authority File: 78967134
- WorldCat: E39PBJwxGXGWMGPvtfmVjfJRrq